# Donderberg (Herten)
De Donderberg is een toponiem in de gemeente Roermond in de Nederlandse provincie Limburg. De plek ligt ten zuidoosten van Herten, ten oosten van Merum, daar waar thans ongeveer de begraafplaats Brummeberg is gelegen in de hoek van de huidige Mussenberg met de Veestraat.
De naam Donderberg verwijst naar een verdwenen heuvel die gewijd is geweest aan de god Donar, net zoals dat bij andere gelijknamige heuvels het geval zou zijn geweest. Het toponiem wordt onder andere vermeld op een topografische kaart uit ongeveer 1919. Ongeveer 200 meter noordelijk lag vroeger het gehucht Offerkamp dat verwijst naar de functie van de verdwenen Donderberg. Tegenwoordig ligt hier nog de straat Offerkamp die naar de kern van Herten loopt.
Binnen de huidige gemeente Roermond lag er vroeger nog een andere Donderberg, waarnaar de woonwijk Donderberg is vernoemd.